# 필드카송
필드카송(Fil de Cassons, Cassonsgrat라고도 함)는 스위스 그라우뷘덴주의 플림스 근처에 있는 글라루스 알프스에 있는 산이다.
남쪽면은 ‘플림저슈타인’(Flimserstein)이라고 불리며, 플림스 마을의 모습을 지배한다. 동쪽에는 계곡이 북쪽 면으로 이어지는 바르기스가 있고, 서쪽 면에는 세계에서 가장 큰 산사태인 플림스 암반산사태가 미끄러지는 표면이 찢어져 있다. 돌프봉(Piz Dolf)은 바르기스 계곡을 가로질러 북쪽으로, 서쪽 세냐스봉(Piz Segnas)에 놓여 있으며, 둘 다 현재 유네스코 세계 문화 유산인 상부에 글라루스 트러스트의 구조적 선을 보여준다.
필드카송에 가장 쉽게 접근할 수 있는 방법은 플림스에서 이 능선까지의 공중 케이블카로, 실제로 가파른 산길을 걷지 못하는 사람들을 위해 케이블카에서 도보와 고산 체험을 할 수 있다. 넓은 능선 꼭대기에서 바위가 녹색에서 밝은 회색으로 변하기 때문에 정상을 걸으면 발 아래의 구조적 선을 쉽게 식별할 수 있다. 도보 이상을 목표로 하는 등산객을 위해 여러 경로가 높은 고원과 매우 넓은 능선에 도달하며 그 중 피누트라고 하는 역사적인 페라타 가도(Via Ferrata)가 있다. 하나의 하이킹 루트는 바르기스 계곡과 스칼라 몰라(Scala Mola)를 통한 등반을 이용한다. 소들이 여름에 풀을 뜯는 길을 따라 바르기스 계곡 기슭에 머무르면 필드카송 주변을 따라 동쪽에서 북서쪽으로 어느 정도 이어지는 길을 따라 하이킹을 하다가 정상에 도달한다.
능선이기 때문에 눈이 거의 내리지 않아 겨울에도 필드카송에서 최소 1.6km를 따라 걸을 수 있다.